# Цена Иванова
Цена Иванова Попова е българска драматична актриса и драматург.

## Биография
Родена е в Карнобат на 18 май 1916 г. През 1940 г. завършва славянска филология в Софийския университет, а през 1941 г. и двегодишна театрална школа при Народния театър. Дебютира през същата година с ролята на Милкана в „Майстори“ от Рачо Стоянов в Скопския народен театър, където работи до 1943 г. След това е актриса в Драматичен театър – Русе, Народен театър на младежта и Софийски пътуващ театър. От 1961 до 1966 г. е драматург в Народен театър на младежта. Почива на 26 януари 2000 г. в София.

## Роли
Цена Попова играе множество роли, по-значимите са:
- Лейди Милфорд – „Коварство и любов“ от Фридрих Шилер
- Баба Яга – „Аленото цвете“ от Сергей Аксаков
- Сеньора Вишна – „Приключенията на Чиполино“ от Джани Родари
- Рая – „Чуждото дете“ от Василий Шкваркин
- Сеньора Понза – „Всеки си има мнение“ от Луиджи Пирандело[1]

## Филмография
- Жената на Хитър Петър – Настрадин Ходжа и Хитър Петър (1939)